# Jeff Denham
Jeffrey John "Jeff" Denham (ur. 29 lipca 1967) – amerykański polityk, członek Partii Republikańskiej i od 2011 do 2019 kongresman ze stanu Kalifornia: przez pierwszą kadencję z okręgu 19., a następnie z 10.